# Terushi Furuhashi
Terushi Furuhashi (jap. 古橋 照司, Furuhashi Terushi; * 6. Februar 1952) ist ein japanischer Bogenschütze.
Furuhashi nahm an den Olympischen Spielen 1988 in Seoul teil und belegte mit der Mannschaft den 6. Platz. Im Einzelwettbewerb wurde er 40.